# De grote ramp
De grote ramp is het eerste boek in De Klimaatreeks, een serie boeken geschreven door Patrick Lagrou.

## Verhaal
Dit verhaal sluit aan bij de Dolfijnenreeks, want Victoria is de dochter van Marijn en Talitha. 
Na een superorkaan zijn Victoria en haar broertje en zusje de enige overlevenden van een van de Caribische eilanden. Ze komen bij een ver familielid terecht, een halfbroer van hun oma, die in de Belgische Ardennen woont. Hij wordt beschreven als een zonderling maar Victoria ontdekt al snel dat hij net erg vooruitziend is. Hij leeft volledig op zichzelf, in een passiefhuis, dankzij zonne-energie en een windmolen. Hij heeft enkele dieren en een uitgebreide moestuin. Volgens hem zullen de klimaatveranderingen voor grote problemen zorgen, en die grote orkaan is nog maar het begin van de ellende. Victoria ondervindt al snel dat niet iedereen begaan is met zijn medemensen. Ze wordt op school gepest en als heks bestempeld. Gelukkig krijgt ze hulp van Robbe, wiens ouders van de kust naar de Ardennen verhuist zijn omwille van de dreiging van het water. Wanneer er onlusten uitbreken door gas- en petroleumtekort, wil Victoria’s oom weg uit België.